# Allium przewalskianum
Allium przewalskianum — вид рослин з родини амарилісових (Amaryllidaceae); поширений у Гімалаях Індії, Непалу, Пакистану та в Китаї.

## Опис
Цибулини скупчені, вузько яйцювато-циліндричні, 0.5–1 см в діаметрі, іноді вкриті загальною оболонкою; зовнішня оболонка червона, рідко світло-коричнева. Листки коротші або трохи довші від стеблини, 0.5–1.5 мм завширшки, від півкруглих до круглих у розрізі, 4- або 5-кутові. Стеблина 10–40 см, кругла в перерізі, вкрита листовими піхвами лише в основі. Зонтик від півсферичного до кулястого, густо багатоквітковий. Оцвітина від блідо-червоної до темно-пурпурної; зовнішні сегменти від яйцюватих до вузькояйцюватих, 3–6 × 1.5–2.5 мм; внутрішні від довгастих до довгасто-ланцетних, 4–6.5 × 1.5–2.5 мм. Період цвітіння й плодоношення: червень — вересень.

## Поширення
Поширення: Індія — Гімалаї, Непал, Пакистан, Китай — Ганьсу, Внутрішня Монголія, Нінся, Цінхай, Шеньсі, Сичуань, Сіньцзян, Сізанг, пн. Юньнань.
Населяє чагарники, сухі схили, рівнини, щілини.